# Phyllanthus mangenotii
Phyllanthus mangenotii är en emblikaväxtart som beskrevs av Maurice Schmid. Phyllanthus mangenotii ingår i släktet Phyllanthus och familjen emblikaväxter. Inga underarter finns listade i Catalogue of Life.